# Fra Diavolo

Fra Diavolo Michele Pezza

Fra Diavolo (ital.: Bruder Teufel), eigentlich Michele Pezza (* 7. April 1771 in Itri; † 11. November 1806 in Neapel), war ein Brigant und Kämpfer gegen die französische Vorherrschaft in Süditalien zur Zeit Napoleons.
Fra Diavolo, der ursprünglich Mönch war oder zumindest als solcher gekleidet, schloss sich in seiner Jugend einer Bande von Straßenräubern an, deren Anführer er bald wurde. 1799 wurde er von Kardinal Ruffo begnadigt, da er sich dem Kampf gegen die französisch dominierte Parthenopäische Republik und der Wiederherstellung der Monarchie anschloss. Er erhielt den Rang eines Obersts und trug auch zumindest zeitweise Uniform; überdies wurde er zum Herzog von Cassano erhoben. Auch nach der erneuten Eroberung Neapels durch die Franzosen 1806 führte er dank seiner Ortskenntnisse zunächst erfolgreich Kleinkrieg gegen die Franzosen und ihre Unterstützer. Der von seinem Bruder Napoleon als König von Neapel eingesetzte Joseph Bonaparte beauftragte Joseph Léopold Sigisbert Hugo (den Vater von Victor Hugo) mit der Ergreifung von Fra Diavolo. Schließlich wurde dieser im Herbst 1806 von den Franzosen in der Kleinstadt Baronissi gefangen genommen und in Neapel gehängt.

## In den Künsten
Sein Leben wurde häufig als Stoff in den Künsten verwandt.
Als Vorlage für die Oper Fra Diavolo von Daniel-François-Esprit Auber, Text von Eugène Scribe (Uraufführung 1830 in Paris)
Als Vorlage für mehrere Filme:
- 1912: Fra Diavolo
- 1925: Fra Diavolo
- 1931: Fra Diavolo
- 1933: The Devil’s Brother, mit Stan Laurel (Stanlio), Oliver Hardy (Ollivero), Dennis King (Fra Diavolo/Marquis de San Marco)
- 1942: Fra Diavolo, Regie: Luigi Zampa
- 1962: La Leggenda di Fra Diavolo, mit Tony Russel (Fra Diavolo), Haya Harareet (Fiamma), Mario Adorf (Nardone)
- 1963: Fallen für Fra Diavolo (I tramboni de Fra Diavolo), mit Ugo Tognazzi (Sergente Visicato), Raimondo Vianello (Tenente Salimei), Francisco Rabal (Fra Diavolo)